# Kees Franse

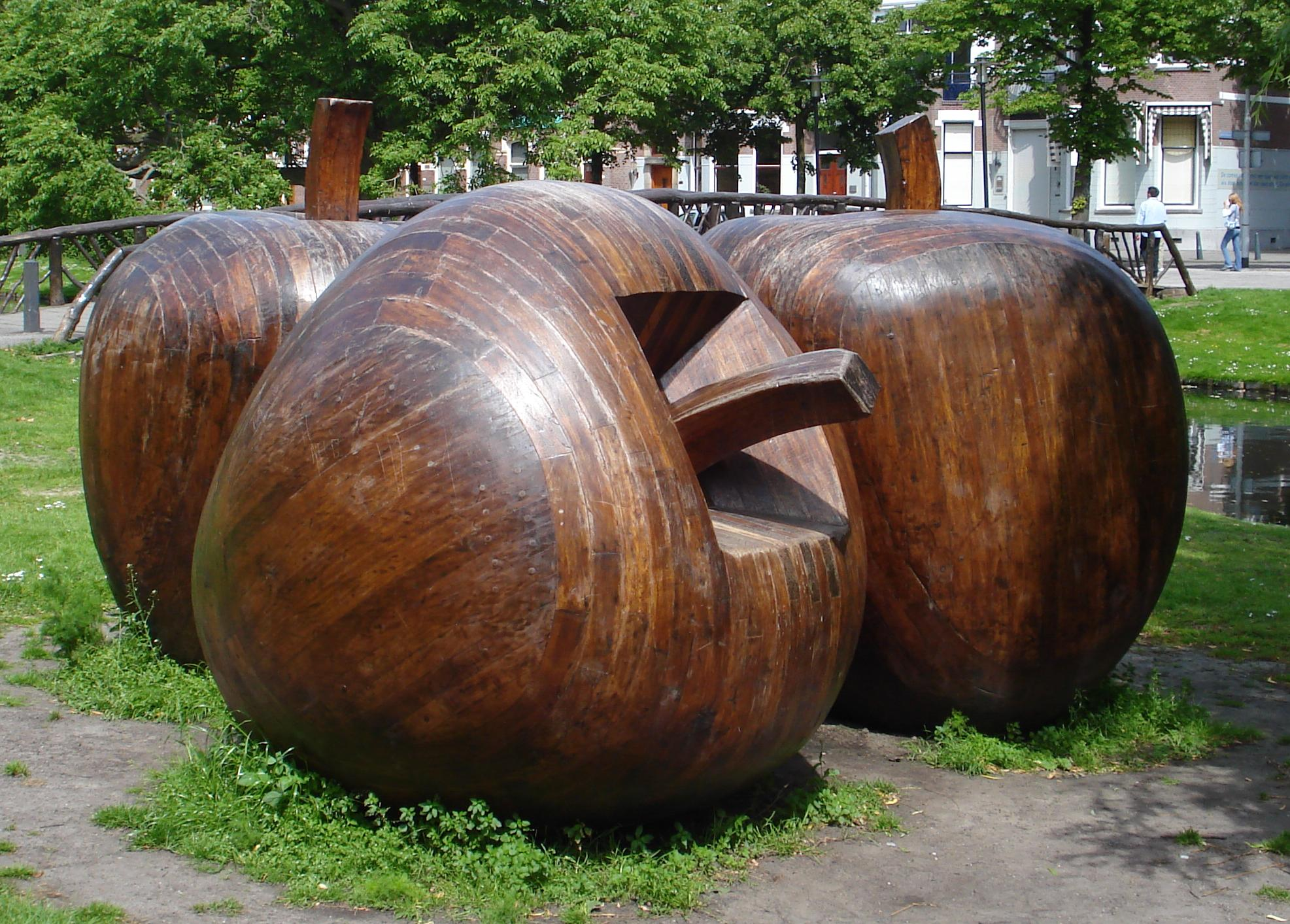
Het kunstwerk appels, in Rotterdam

Cornelis (Kees) Franse (Oud-Beijerland, 6 december 1924 – Rotterdam, 13 juli 1982) was een Nederlandse schilder, graficus en beeldhouwer. Hij is bij het grote publiek vooral bekend door zijn grote kolossale houten appels in de stad Rotterdam, en op de Luchthaven Schiphol.

## Leven en werk
Franse studeerde van 1944 tot 1948/49 aan de Academie van Beeldende Kunsten en Technische Wetenschappen in Rotterdam.
Hij was in 1951 met onder anderen Louis van Roode en Huib Noorlander medeoprichter van de kunstenaarsgroep Argus, waarmee hij in 1952, 1953, 1956, 1957 en 1959 gezamenlijk exposeerde.
In 1954 was hij een van de winnaars van de Koninklijke Subsidie voor de Schilderkunst, waarna hij in 1955 deelnam aan de tentoonstelling Jeune Peinture Néerlandaise in onder andere Caïro, Alexandrië, Barcelona en Sankt Gallen. In 1959 was hij met werk vertegenwoordigd bij de Biënnale van Parijs in het Musée d'Art Moderne de la Ville de Paris in Parijs, in 1964 met Holland Kunst Heute in Bonn en in 1965 met Contemporary Dutch Art in Londen.
Van 1969 tot 1982 was hij docent aan de Academie voor Beeldende Kunsten te Rotterdam. De kunstenaar overleed in 1982. Hij is geroemd als ambachtelijk kunstenaar en beminnelijk docent, bekend als "de man van de appels". In 1987 werd een overzichtstentoonstelling georganiseerd in Museum Boijmans Van Beuningen in Rotterdam.

## Werken (selectie)
- De Paradijstuin - wandschildering (1956), Drukkerij Kühn & Zn. in Rotterdam
- Wandschildering, Dijkzigt Ziekenhuis in Rotterdam
- Betonreliëf (1962), RAC-garage, Katshoek/Hofdijk in Rotterdam
- Tegelplateau (1965), artiestenfoyer De Doelen in Rotterdam
- Wandreliëf (1968), machinehal GEB-centrale Schiehaven in Rotterdam
- Appels - kambala teak (1973), Heemraadssingel in Rotterdam
- Appel - vurenhout (1974), Banneweg in Gorinchem (ter gelegenheid van het Symposium Gorinchem 1974)
- Schipholappel (1975), Luchthaven Schiphol
- De appel (1977), Beeldenpark van het Museum voor Moderne Kunst Arnhem in Arnhem
- Appel - vurenhout (1977), Montessori-basisschool in Capelle aan den IJssel
- Appelboomreliëf en Appel (1978), schoolgebouw in Leiden
- Wandreliëf (1982), Melkunie in Woerden
- Wandversiering (1983), Mavo in Eibergen (postuum uitgevoerd door Peter Schraven)

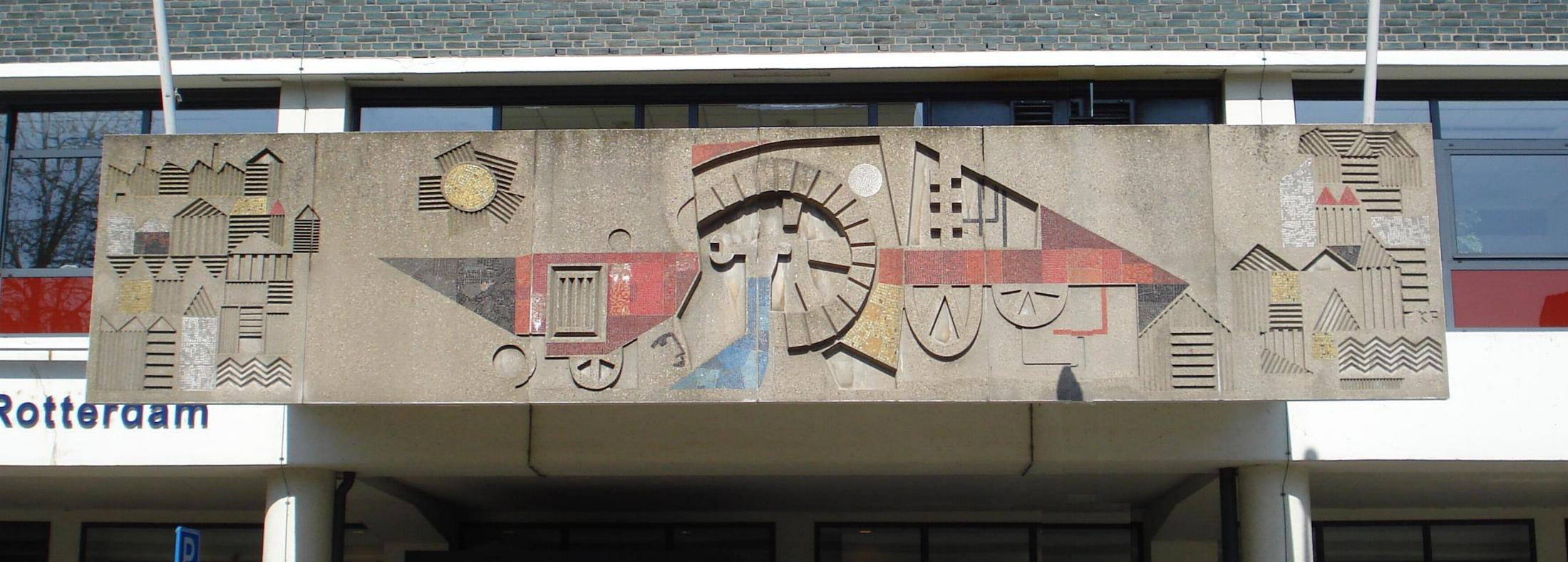
Betonreliëf Katshoek/Hofdijk in Rotterdam

## Exposities, een selectie
- 1982. Tentoonstellingen van het werk van Kees Franse — schilderijen, sculptuur, tekeningen, reliëfs en grafiek. Museum Boymans-van Beuningen, Rotterdam.[6]
- 1983. Herdenkingstentoonstelling: Henk de Vos, Kees Franse en Maarten Kernper. Pulchri Stuio, Den Haag.[7]
- 1987. Rotterdam retrospectief. Museum Boymans-van-Beuningen.[8]

## Fotogalerij van appels

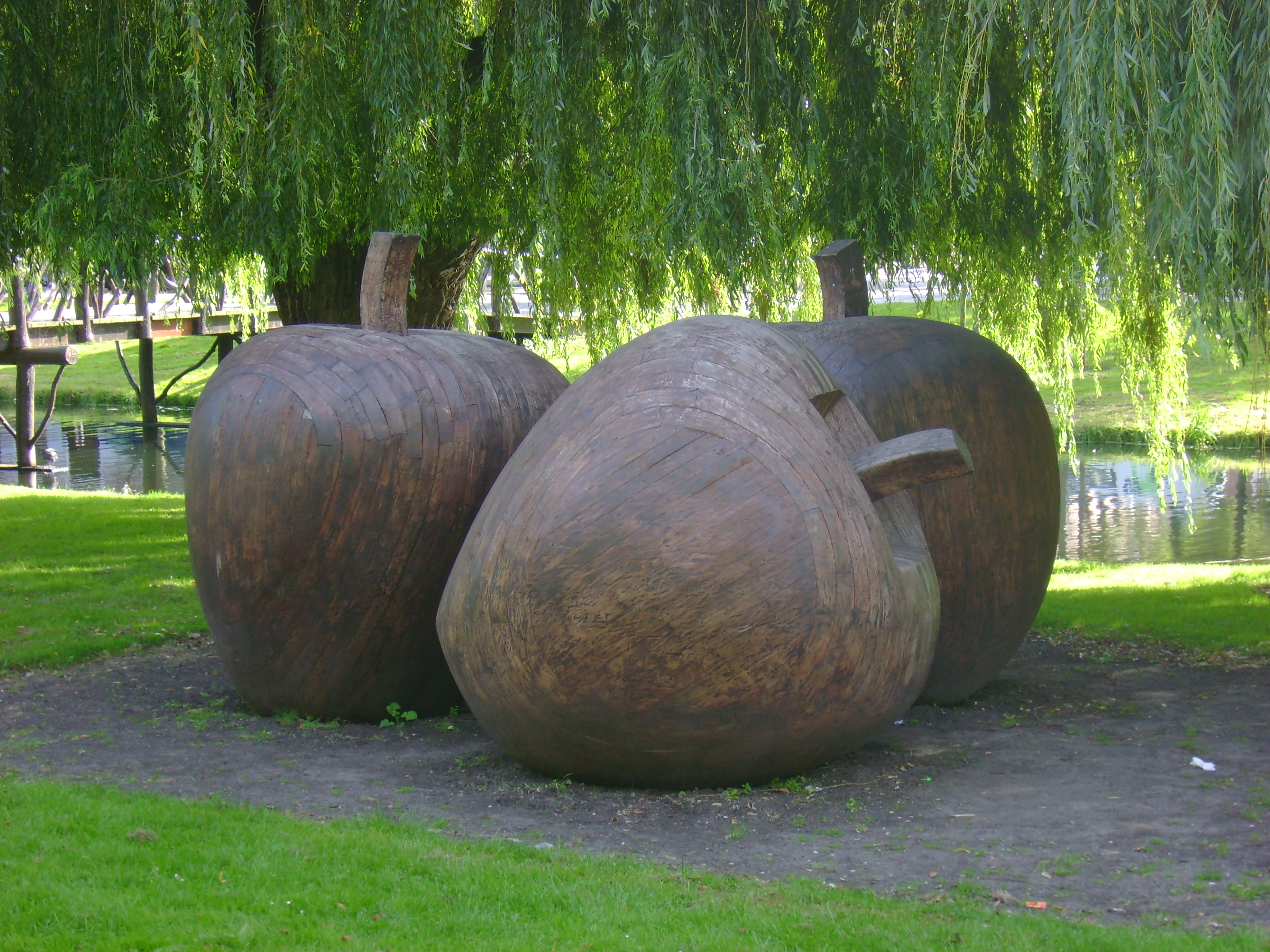
Appels in Rotterdam
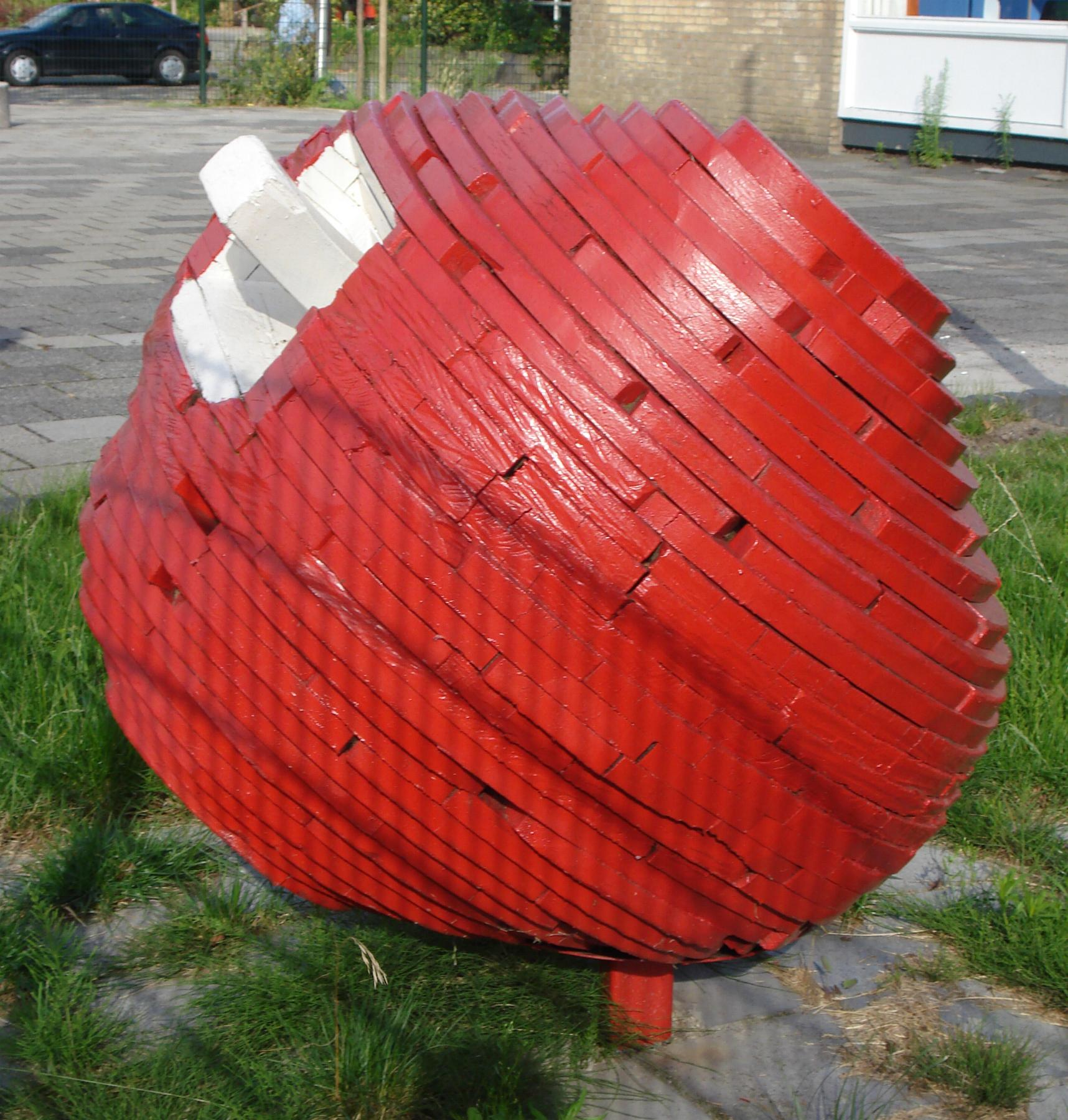
Appel in Capelle aan den IJssel (samen met Dora Dolz)
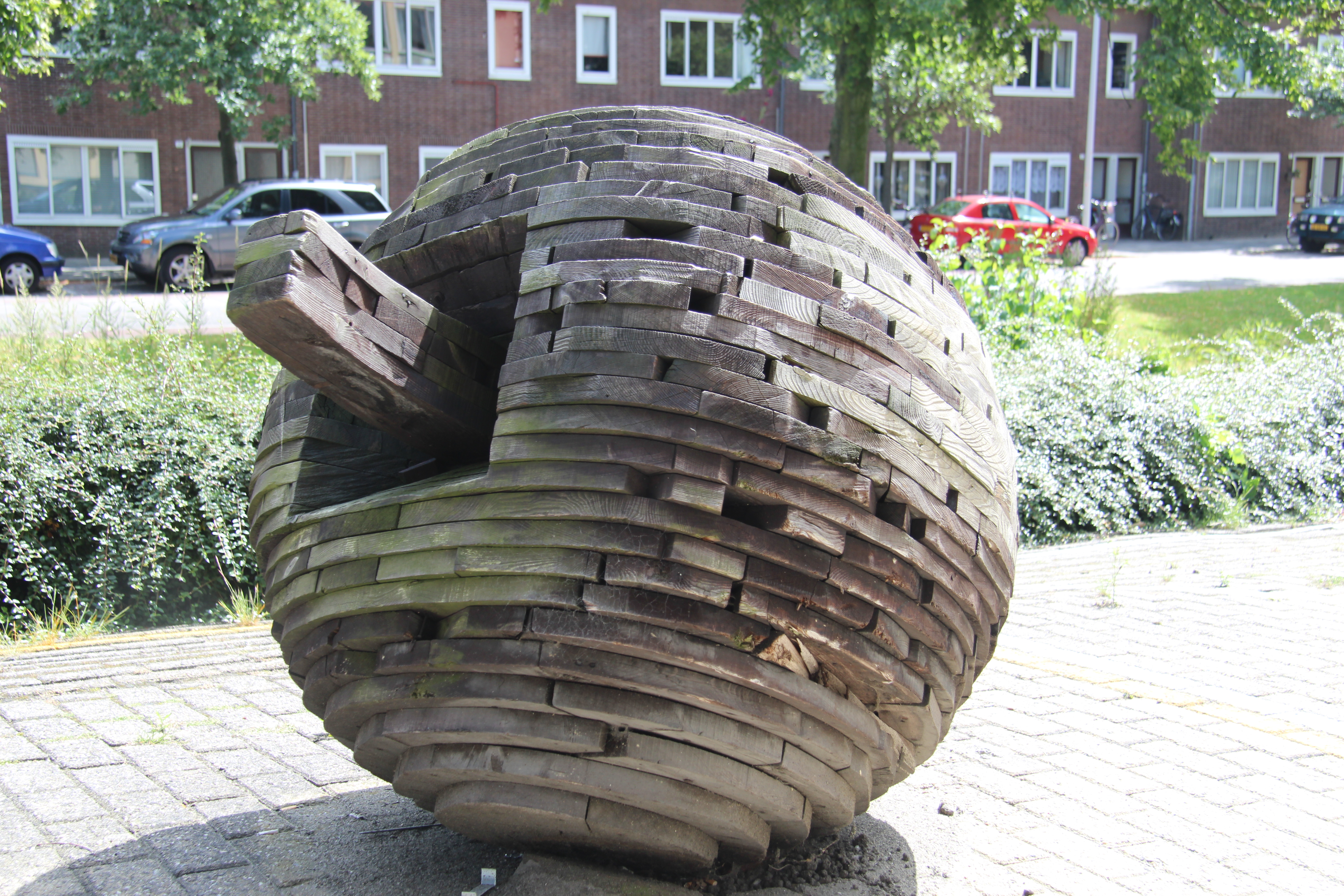
Appel in Leiden
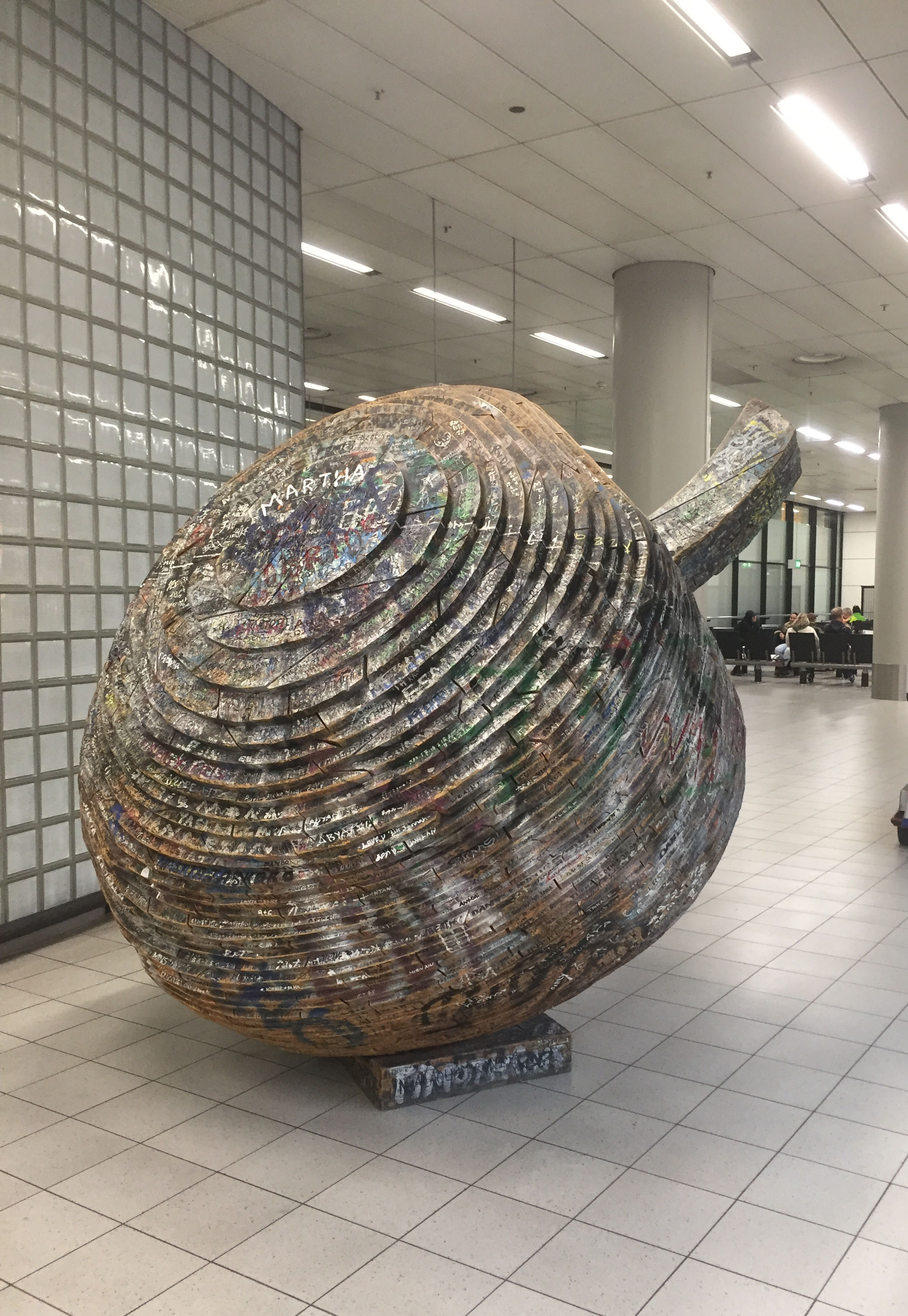
De Schipholappel